# Stratiodrilus brevicirris
Stratiodrilus brevicirris är en ringmaskart som beskrevs av Amato, Daudt och Amato 2004. Stratiodrilus brevicirris ingår i släktet Stratiodrilus och familjen Histriobdellidae. Inga underarter finns listade i Catalogue of Life.